# Sozinho no Mundo
Sozinho no Mundo foi uma telenovela brasileira produzida e exibida pela extinta TV Tupi entre 28 de outubro e dezembro de 1968, às 18:30 horas. Foi escrita por Dulce Santucci e dirigida por Wanda Kosmo.

## Sinopse
Mãe rica e solteira deixa o filho, Pedrinho, na porta de uma favelada. A criança é posta num orfanato. Ao casar-se, a mãe adota o próprio filho, o que causará inúmeros conflitos.

## Elenco
- Guto Franco - Pedrinho
- Vida Alves - Silvana
- Marisa Sanches - Antônia
- Rildo Gonçalves
- Wanda Kosmo
- José Parisi
- Lúcia Lambertini
- Machadinho
- Jairo Arco e Flexa
- Olívia Camargo
- Meire Pavão
- Luís Carlos
- Thilde Francheschi
- Ademir Rocha